# アヴィロン・バイヨンヌFC (サッカー)
アヴィロン・バイヨネ・フットボール・クルブ（Aviron Bayonnais Football Club (フランス語発音: [a.vi.ʁɔ̃ ba.jɔ.nɛ])）は、フランス・バイヨンヌの総合スポーツクラブ、アヴィロン・バイヨンヌのサッカー部門である。
クラブは1904年に創設され、サッカー部門は1935年に作られた。現在までの主な獲得タイトルは2003-04と2007-08シーズンのフランスアマチュア選手権優勝のみである。クープ・ドゥ・フランスでは2004年のベスト16進出が最高で、この時はその年のカップ戦の覇者であるパリ・サンジェルマンFCに0-2で敗れている。

## タイトル

### 国内タイトル
なし

### 国際タイトル
なし

## 過去の成績
- 2007-08 フランスアマチュア選手権・グループA 2位　昇格
- 2008-09 フランス全国選手権 13位
- 2009-10 フランス全国選手権 11位
- 2010-11 フランス全国選手権 17位
- 2011-12 フランス全国選手権 20位　降格
- 2012-13 フランスアマチュア選手権・グループD 17位　降格
- 2013-14 フランスアマチュア選手権2・グループF 12位
- 2014-15 フランスアマチュア選手権2・グループH 2位　昇格
- 2015-16 フランスアマチュア選手権・グループC

## 歴代会長
- 1985-1987 :  ジャン＝ピエール・ギシャール
- 1987-1990 :  ジャン＝ミシェル・バルネシュ
- 1990-1994 :  Michel Tisne
- 2018- :  Lausséni Sangaré

## 歴代監督
- 1985-1988 :  Bernard Pècheur
- 1988-1991 :  フィリップ・ロシェル
- 1991-1993 :  ジェラール・ロペス
- 1993-1994 :  Éric Olhats
- 2000-2006 :  Christian Sarramagna
- 2006-2012 :  アラン・ポシャ
- 2012-2013 :  Emmanuel Bafcop
- 2013-2014 :  Fabien Gaudfroy
- 2014-2016 :  ジャン＝クロード・ゲイ
- 2016-2017 :  ニコラ・サハヌーン
- 2017-2020:  Erwann Lannuzel
- 2020- :  ローラン・ドリアック

## 歴代所属選手
- ステファヌ・リュフィエ 2005-2006
- モハメド・デンノー 2010-2011
- シャケル・アラドゥール 2011-2012
- アレクサンドル・ウキジャ 2012